# Freiberg (Stuttgart)

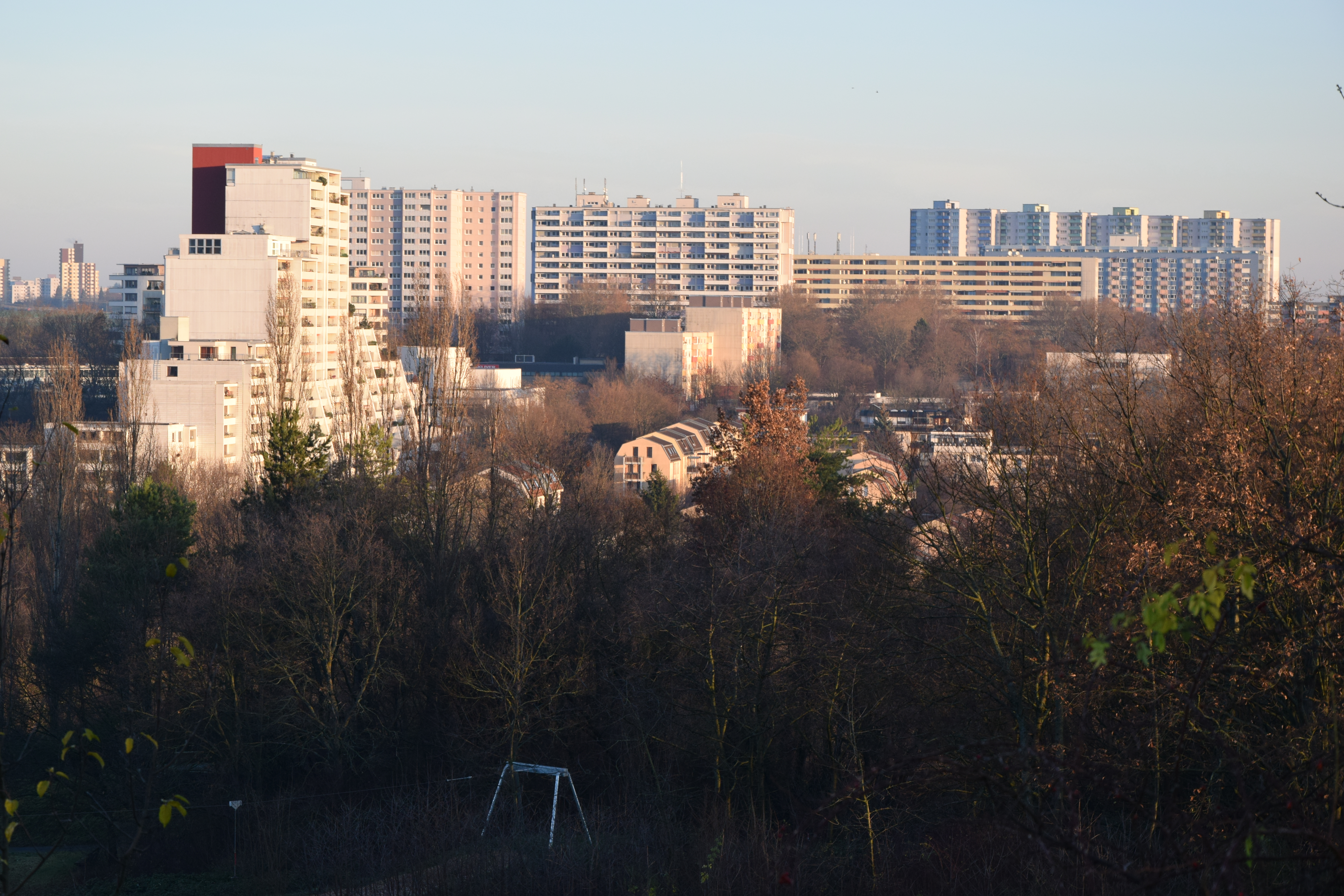
Stuttgart-Freiberg

Freiberg ist ein Stadtteil im Norden Stuttgarts. Das Gebiet zählte bis 1963 zum Stadtbezirk Münster und kam dann zum Stadtbezirk Mühlhausen.
Die Großwohnsiedlung entstand von 1964 bis 1973 oberhalb eines Steilhangs (Lage Cannstatter Zuckerle) des Neckars. Die Wohnanlage „Julius Brecht“ wurde zwischen 1966 und 1968 nach Plänen von Hans Max Brenner errichtet und galt bei ihrer Fertigstellung mit 22 Stockwerken als das größte deutsche Wohnhaus. Sie verfügt über 440 Wohneinheiten. Weitere Häuserzeilen stammen von Architekt Eberhard Rau. Die Adalbert-Stifter-Straße bildet zusammen mit der Mönchfeldstraße einen Ring, von dem aus Stichstraßen die Siedlung erschließen. Die Versorgung mit Fernwärme erfolgt durch das Müllheizkraftwerk Münster. Östlich schließt sich der Stadtteil Mönchfeld an.
Der Stadtteil war lange Sanierungsgebiet im Sinne des Programms Soziale Stadt, um Probleme zu mindern oder zu beseitigen. Zu den Problemen zählten die Entstehung von Angsträumen, „deutlich integrationsbedürftige Gruppen durch relativ hohe Arbeitslosigkeit und hohen Sozialhilfebezug sowie gebiets- und blockweise hohe Konzentration nichtdeutscher Bevölkerung“, Versorgungsmängel bei Waren des kurz-, mittel- und langfristigen Bedarfs und Defizite bei der inneren Erschließung der Stadtteile durch Busse. Die Probleme wurden teilweise behoben. Zu den bekannten Einwohnern Freibergs gehörte der Lehrer und Politiker Herbert Czaja.